# Mostra internazionale di musica leggera 1971
La settima edizione della Mostra internazionale di musica leggera si tenne a Venezia dal 16 al 18 settembre 1971.
Alla conduzione della manifestazione Alberto Lupo sostituì Giorgio Albertazzi. Le due Gondole d'Oro vennero assegnate a Milva con il brano La filanda e ai Middle of the Road con la canzone Tweedle dee tweedle dum. Nella categoria Giovani la Gondola d'Argento venne assegnata a Romolo Ferri per la canzone Vorrei, dopo una gara tra i dodici semifinalisti provenienti da una preselezione di 60 nuove proposte.

## Partecipanti

### CategoriaBig
- Milva con La filanda - "Gondola d'Oro"
- Middle of the Road con Tweedle dee tweedle dum - "Gondola d'Oro"
- Ornella Vanoni con Domani è un altro giorno
- Orietta Berti con Ritorna amore
- Nicola Di Bari con Un uomo molte cose non le sa
- Gigliola Cinquetti con Amarti e poi morire
- Astrud Gilberto con Ti mangerei
- Chiara Zago con Così
- Nada con Tic toc
- New Trolls con La prima goccia bagna il viso
- Rosanna Fratello con Un rapido per Roma
- Tito Schipa Jr. con Sono passati i giorni
- Marisa Sannia con La mia terra
- Éric Charden con Nel mondo dei sentimenti
- Adriano Celentano con Una storia come questa
- Lucio Dalla con Il gigante e la bambina
- Massimo Ranieri con Io e te
- Ricchi e Poveri con Amici miei
- Donatello con Anima mia
- Patty Pravo con Non ti bastavo più
- Mino Reitano con Apri le tue braccia e abbraccia il mondo
- Al Bano con Mamma Rosa
- Renato Rascel
- Franck Pourcel con Anonimo Veneziano
- Blue Mink con The banner man
- Jimmy Cliff con Wild World
- Demis con Fire and ice
- Ocean con Put your hand in the hand
- Peret con Borriquito
- Carpenters
- Osibisa
- Gilbert Montagné con The fool

### CategoriaGiovani

#### Finalisti
- 1º posto – Romolo Ferri con Vorrei - "Gondola d'Argento"
- 2º posto – Marcella con Hai ragione tu
- 3º posto – Daniel con Fra le lacrime e la terra
- 4º posto – Marisa Sacchetto con Innamorata di te

#### Semifinalisti
- Mosè con Dì di sì
- Fabrizia Vannucci con Una conquista facile
- Simon Luca con Spegni la luce
- I Domodossola con L'amore del sabato
- Nuccio Bartiromo con È la nostalgia
- I Cugini di Campagna con Di Di Yammi
- I Gatti di Vicolo Miracoli con L'ultimo fiore
- Franco e Regina (Franco Angelillo e Regina Garofalo) con California